# Балансоутримувач
Балансоутримувач будинку, споруди, житлового комплексу або комплексу будинків і споруд —  власник або юридична особа, яка за договором з власником утримує на балансі відповідне майно, а також веде бухгалтерську, статистичну та іншу передбачену законодавством звітність, здійснює розрахунки коштів, необхідних для своєчасного проведення капітального і поточного ремонтів та утримання, а також забезпечує управління цим майном і несе відповідальність за його експлуатацію згідно з законом.
Балансоутримувач (будинку, групи будинків, житлового комплексу) — власник відповідного майна або юридична особа, яка за договором з власником утримує на балансі відповідне майно і уклала договір купівлі-продажу теплової енергії з теплогенеруючою або теплопостачальною організацією, а також договори на надання житлово-комунальних послуг з кінцевими споживачами.
Зазначене формулювання визначалося у попередній редакції Закону України «Про житлово-комунальні послуги» (2004 року) та пов'язаних нормативно-правових актах.
Нова редакція Закону України «Про житлово-комунальні послуги» (2017 року) не містить поняття «балансоутримувача», натомість визначає лише «управителя багатоквартирного будинку».

## Визначення балансоутримувача
У 2012 році Київський апеляційний господарський суд у постанові від 06.03.2012 у справі № 2/297 зазначив: «Згідно пунктом 1 статті 1 Закону України «Про житлово-комунальні послуги» балансоутримувачем будинку, споруди, житлового комплексу, комплексу будівель і споруд є власник, або юридична особа, що за договором із власником утримує на балансі відповідне майно, а також веде бухгалтерську, статистичну й іншу передбачену законодавством звітність, здійснює розрахунки засобів, необхідних для своєчасного проведення капітального, поточного ремонтів і утримання, а також забезпечує управління цим майном і несе відповідальність за його експлуатацію відповідно до закону.
Між тим, багатоквартирний житловий будинок за адресою […] є співвласністю власників квартир та нежитлових приміщень, що в свою чергу виключає можливість його перебування у власності держави та територіальних громад.
Враховуючи викладене, ані держава, ані територіальна громада, ані ЖЕКи не можуть бути «балансоутримувачами», якщо вони не є одноосібними власниками та/або не мають договору з іншими співвласниками та/або колективного рішення всіх співвласників багатоквартирного будинку щодо укладення договору про утримання будинку «на балансі».
Таким чином, за виключенням ОСББ легітимних «балансоутримувачів» багатоквартирних житлових будинків, які підпадали б під визначення пункту 1 статті 1 Закону України «Про житлово-комунальні послуги» фактично бути не може.»

## Передача та списання з балансу
Порядок передачі житлового комплексу або його частини з балансу на баланс був затверджений постановою Кабінету Міністрів України «Про реалізацію Закону України “Про об’єднання співвласників багатоквартирного будинку”», що втратила чинність у 2018 році.
Постановою Кабінету Міністрів України «Про затвердження Порядку списання з балансу багатоквартирних будинків» затверджений порядок списання з балансу багатоквартирних будинків.